# Zygogynum howeanum
Zygogynum howeanum är en tvåhjärtbladig växtart som först beskrevs av Ferdinand von Mueller, och fick sitt nu gällande namn av W. Vink. Zygogynum howeanum ingår i släktet Zygogynum och familjen Winteraceae. Inga underarter finns listade.